# Basile II
Vous lisez un « article de qualité » labellisé en 2007.
Pour les articles homonymes, voir Basile.
Basile II dit le Bulgaroctone (en grec : Basileios Bulgaroktonos — Βασίλειος Βʹ Βουλγαροκτόνος, « tueur de Bulgares ») est un empereur byzantin de 960 à 1025, né vers 958 probablement à Didymotique ou à Constantinople, mort le 15 décembre 1025, fils de Romain II et de Théophano Anastaso. C'est la figure la plus marquante de la dynastie dite « macédonienne » installée sur le trône par Basile Ier, issue d’une famille d’origine arménienne établie en thème de Macédoine (la région d'Andrinople).
La période d'expansion de l'Empire byzantin, qui avait commencé en 945, a été l'œuvre de plusieurs hommes politiques et administrateurs remarquables. Basile II est de ceux-là. Il donne à l'Empire ce qui correspond à son espace géographique à son apogée de l'époque méso-byzantine : la péninsule des Balkans, l'Asie mineure, le Nord de la Syrie, la Haute Mésopotamie, l'Arménie et l'Italie du Sud ; l'empire qu'il laisse à son frère Constantin VIII est le plus vaste de l'histoire byzantine depuis le temps de Justinien.
Le règne effectif de Basile II dure près de 50 ans et est le plus long de toute l'histoire byzantine, et même le plus long de tous les empereurs romains étant l'un des quatre seuls empereurs à dépasser la durée du règne d'Auguste avec Théodose II , Constantin VII et Andronic II Paléologue. Avec Justinien, son règne est sûrement l'un des plus glorieux. Cependant, les deux empereurs sont différents à bien des égards. Alors que Justinien était un intellectuel, Basile II est d'abord un soldat qui passe une grande partie de son temps avec son armée. Autocrate, il gouverne seul et ne possède aucune attirance pour l'art ou les sciences. Néanmoins, Basile est un très bon gestionnaire et un extraordinaire homme politique ; mais avant d'arriver à son but, le basileus a dû conquérir le pouvoir et écarter des usurpateurs.

## Accession au trône

### Prise du pouvoir

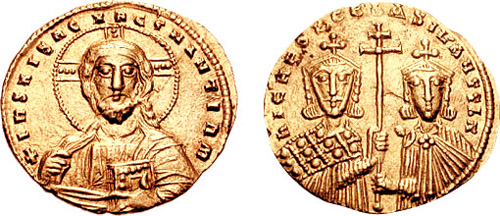
Basile II et son beau-père, Nicéphore II Phocas, sur un nomisma en or.

À la mort de son époux Romain II, survenue en 963, Théophano Anastaso, mère de Basile II et de Constantin VIII, assume la régence avec l'eunuque Joseph Bringas ; en effet, Basile, bien que déjà couronné co-empereur par son père le 22 avril 960, n'est alors âgé que de 5 ans. Peu après, une révolte militaire impose Nicéphore II Phocas comme co-empereur. Il épouse Théophano, mais celle-ci se débarrasse de lui six ans plus tard, en 969, pour mettre sur le trône son amant Jean Ier Tzimiskès. Pour asseoir son autorité et sa légitimité, celui-ci reconnaît Basile II et son jeune frère Constantin VIII co-empereurs.
La mort de Jean Ier, en janvier 976, sans enfants, laisse le trône aux jeunes empereurs, sous la tutelle du parakimomène Basile Lécapène, leur grand-oncle. Dès le début du règne des jeunes empereurs, l'aristocratie militaire et terrienne s'efforce de garder le pouvoir acquis. Mais le heurt des ambitions des grandes maisons avec la famille impériale provoque une rivalité qui dégénère en treize années de guerre civile. Bardas Sklèros, déchu de ses fonctions de chef des armées byzantines d’Orient et relégué en Mésopotamie par Basile II, s'efforce tout d'abord d'enlever au parakimomène la tutelle des empereurs. Acclamé basileus par ses troupes, il met en déroute plusieurs armées byzantines grâce à son alliance avec d'autres peuples (Arméniens, Arabes). Pour Anthony Kaldellis, sa révolte vise surtout à tester la solidité du régime, sans pour autant renverser la dynastie macédonienne. Bardas Sklèros arrive assez vite en vue de Constantinople, après avoir notamment pris Césarée de Cappadoce. Le parakimomène fait alors appel à Bardas Phocas le Jeune qui chasse l'usurpateur du Bosphore mais se fait battre à Amorium le 19 juin 978. L'année suivante, de nouveau près d'Amorium, les deux Bardas s'affrontent en duel singulier et Bardas Phocas est vainqueur.
À l'issue de cette longue guerre civile, le prestige de l'Empire est touché, des difficultés surviennent avec les Arabes, les Bulgares et Otton II en Italie. Basile II, à ce moment, commence à s'intéresser aux affaires de l'État et à intervenir. Le parakimomène n'apprécie pas cet engagement du jeune basileus et s'allie avec Bardas Phocas et Léon Melissénos. Basile, conscient du danger, fait enfermer le parakimomène dans un monastère, retire la dignité de domestique des Scholes à Bardas Phocas, qui devient duc d'Antioche, et pardonne à Léon Melissénos. Basile II est dès lors seul au pouvoir. Son frère Constantin VIII, co-empereur, n'intervient jamais dans les affaires de l'État.

### Révolte de l'armée
Cependant, la prise de pouvoir n'est pas du goût des généraux. Ces derniers, lors de la première campagne de l'empereur, font preuve de beaucoup de mauvaise volonté. Bardas Sklèros, qui s'est réfugié en territoire arabe, se fait de nouveau entendre, et une nouvelle fois se fait proclamer basileus. Bardas Phocas décide de s'allier avec l'usurpateur. Cependant, cet accord ne tient pas longtemps et Bardas Phocas enferme Bardas Sklèros dans un château, puis s'approche de Constantinople. Basile II a peu de troupes à opposer à son adversaire qui possède celles des thèmes d'Asie. Mais l'empereur fait appel au grand-prince de Kiev Vladimir Ier, qui songe à épouser une princesse porphyrogénète. Un accord est signé entre les deux souverains et le monarque de Kiev envoie 6 000 varègues au basileus. Basile II force le prétendant à se replier sur Abydos et c'est à cet endroit que ce dernier livre une bataille où ses troupes sont défaites et y meurt. Avec ces troupes de Ruthénie kiévienne, Basile II crée la garde varangienne.
Toutefois, Bardas Sklèros réussit à s'enfuir de la forteresse où il était gardé et se met tout de suite en campagne. Basile II réussit cependant à le convaincre que s'il arrête son entreprise, il obtiendra son pardon. Le basileus tient sa promesse et Sklèros se retire à Dymotika où il meurt le 6 mars 991. Cependant, Basile II est plus ferme avec le clan des Phocas durement châtié. Ces treize années de guerre civile qui affaiblissent l'Empire contribuent aussi à renforcer le caractère de Basile II. Celui-ci perd toute attirance pour les plaisirs auxquels il goûtait sans limitation du temps de sa jeunesse. Il devient méfiant, ne fait confiance à personne et refuse tout conseil. Il est un autocrate au sens premier du terme et cette opposition à sa montée sur le trône motive sa politique intérieure centrée sur l'opposition à l'influence trop prégnante des puissants sur la destinée de l'Empire.

## Administration intérieure
Une fois le trône solidement acquis, Basile peut s'occuper des affaires de l'État. Se rappelant les troubles qui ont émaillé son début de règne, Basile II ne prend aucun Premier ministre. Cependant le basileus sait s'entourer d'hommes de confiance, capables d'exécuter les tâches que l'empereur leur confie. Tout au long de sa vie le but principal de Basile dans sa politique intérieure a été d'accroître le Trésor grâce à ses nombreuses conquêtes et aux butins qu'il a rassemblés. À sa mort Basile laisse 200 000 livres d’or et énormément de bijoux et autres joyaux enfouis dans un labyrinthe. Basile doit aussi maintenir l'ordre dans l'Empire et n'a à réprimer qu’un seul mouvement sécessionniste (1022), celui de Nicéphore Xiphias, stratège des Anatoliques, et du fils de Bardas Phocas.

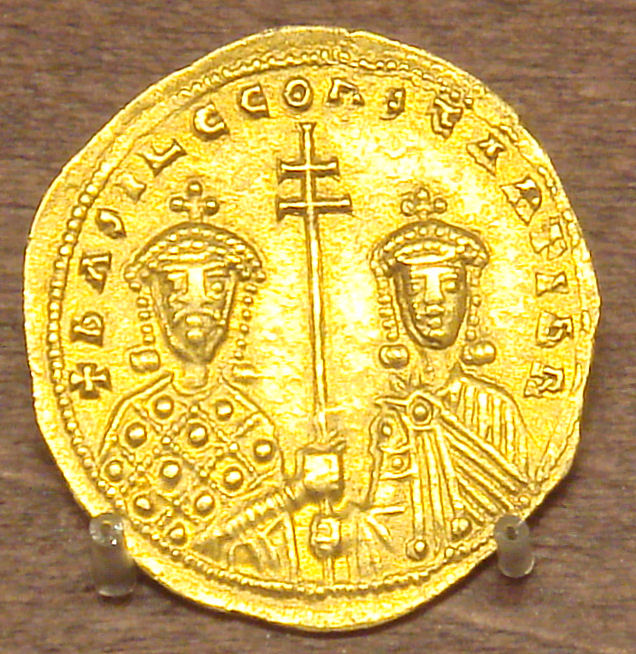
Basile II et Constantin VIII sur une pièce d'or.

En 989, l'Empire connaît une mauvaise année, l'hiver y est extrêmement froid et le 25 octobre un tremblement de terre à Constantinople détruit plusieurs tours de défense et églises dont la grande coupole de la basilique Sainte-Sophie qui s'effondre et que Basile fait reconstruire par Tiridate.
Une des grandes œuvres de Basile est la protection des paysans petits propriétaires. En effet, les nobles, en prenant les terres des pauvres, oppriment la population, ce qui est dangereux pour l'État car cela coupe le lien direct entre les citoyens et l'empereur. Le 1er janvier 996, Basile II publie une novelle dans laquelle il rend aux pauvres tous les biens qui leur avaient été confisqués depuis Romain Ier Lécapène. La loi est appliquée avec la plus grande sévérité et ne tolère aucun écart, à l'image de Philocalès, simple paysan ayant acquis des biens illégalement et qui fut rabaissé à sa condition première (ses édifices furent même détruits).
En 1004, Basile II remet en place l'Allèlengyon (caution mutuelle) qui oblige les puissants à payer les impôts à la place des pauvres, sans pour autant pouvoir tirer profit des terres pour lesquelles ils s'acquittent de cet impôt. Les grands propriétaires, ainsi que le patriarche Serge II de Constantinople, sont révoltés par ces mesures, mais Basile II reste inflexible. Cette résistance patriarcale démontre que les biens de l'Église ne dérogent pas à la règle. C'est certainement lors de ses voyages en Orient et dans le Caucase, alors qu'il est reçu en grande pompe par les puissantes familles d'Anatolie et de Cappadoce qui occupent abusivement des domaines impériaux et communaux, qu'il devient convaincu de la nécessité d'une telle mesure. Ainsi, Eustathe Maleinos, l'un des principaux propriétaires terriens, profite du passage de Basile II et de son armée de retour d'une campagne en Orient pour faire une démonstration de sa richesse en approvisionnant l'ensemble des soldats sur ses propres deniers. L'empereur réagit en l'exilant à Constantinople. Une autre mesure destinée à combattre les puissants clans d'Anatolie est la décision du patriarche Sisinios II qui durcit la législation sur le mariage et les liens de parenté pour éviter les alliances matrimoniales. Toutefois, ces mesures sont d'une efficacité contrastée. Ainsi, les propriétaires terriens pouvant bénéficier de l'Allèlengyon s'avèrent peu nombreux, réduisant l'utilité de la réforme.

## Affaires religieuses

### À Byzance

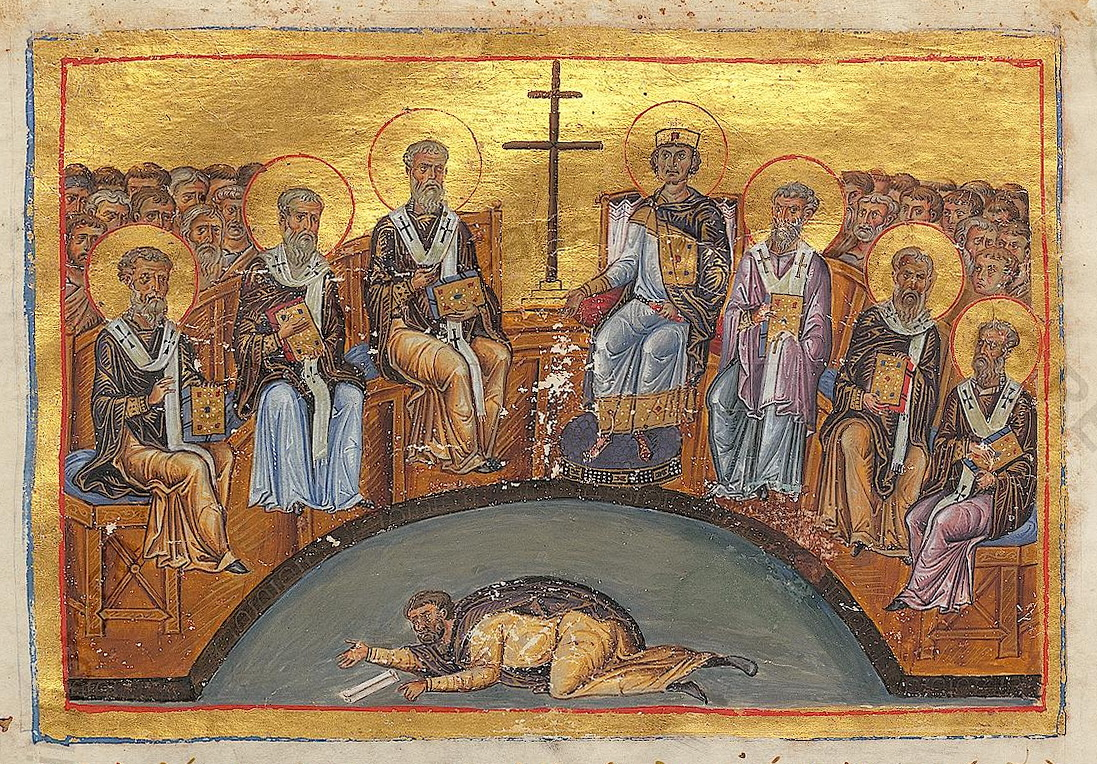
Miniature du fameux Ménologe de Basile II (Bibliothèque apostolique vaticane) représentant le deuxième concile de Nicée.

Basile II s'immisce aussi dans les affaires religieuses. Le basileus, selon certains chroniqueurs, manifeste son esprit autoritaire dans les affaires de l'Église et souvent les patriarches sont choisis par lui plutôt que par le synode, à l'image de Nicolas II Chrysobergès qui est élu patriarche après un interrègne de quatre ans, ce qui laisse penser à un conflit entre le gouvernement et le synode. La question des rapports entre Constantinople et Rome a sûrement influencé le choix des différents patriarches. Les papes subissant une certaine ingérence de la part des empereurs germaniques qui ont aussi repris leurs attaques sur les thèmes byzantins d'Italie, l'empereur byzantin soutient logiquement les papes issus de l'aristocratie romaine plutôt que ceux pro-germaniques. Le successeur de Serge, Eustathe, fait néanmoins une visite à Rome pour demander au pape Jean XIX une division en deux du gouvernement de l'Église. Ce projet est sur le point d'aboutir mais l'affaire est révélée par plusieurs hauts dignitaires de l'Église occidentale et le pape doit y renoncer. Le dernier acte d'ingérence de Basile II dans les affaires de l'Église est l'intronisation sans l'avis du synode de l'higoumène du monastère de Stoudios, Alexis Studite, au patriarcat (remplaçant Eustathe mort peu de temps auparavant) le 15 décembre 1025[réf. incomplète].

### Conversion desSlaves orientauxau christianisme
L'événement religieux le plus considérable de l'époque de Basile II est sans doute la conversion de la Ruthénie kiévienne (ou Rus' de Kiev) au christianisme, ce qui contribue à agrandir la zone d'influence de l'Empire. Depuis 989, le christianisme est déjà présent en Ruthénie par l'intermédiaire de missionnaires venus de Scandinavie et de Moravie. Selon plusieurs textes, Vladimir se serait fait baptiser de son propre chef par des prêtres ruthènes deux années avant son mariage avec la princesse byzantine Anna Porphyrogénète. Basile II ayant trop tardé à lui envoyer sa sœur Anna, en échange de l'intervention de la Rus' de Kiev durant la guerre civile, Vladimir a annexé la ville de Chersonèse. Finalement le basileus envoie la princesse Anna à Vladimir qui restitue Chersonèse et l'aide à chasser les derniers Khazars de Crimée, nouvel exemple de l'adresse qu'eut toujours Byzance à combiner la force des armes, l'habileté diplomatique et la propagande religieuse[réf. incomplète]. Ce mariage entre une princesse impériale et un prince étranger est à l'époque rarissime et témoigne de la nécessité dans laquelle se trouve Basile. En effet, jusqu'au XIe siècle, les membres de la famille impériale se marient presque exclusivement avec des Byzantins, une tradition qui s'effrite à partir du règne de Basile. À Kiev, le prince ruthène convertit son peuple de gré ou de force. Une certaine résistance a lieu à Novgorod. L'organisation de l'Église slave à ses débuts est inconnue du fait du manque de sources mais les nouvelles autorités religieuses sont des métropolites grecs (Théophylacte, métropolite de Sébaste, devient le premier métropolite de Ruthénie kiévienne). Il semble cependant certain que la venue de la princesse Anna contribue à accroître l'influence byzantine dans le Rus' de Kiev, l'évolution culturelle de la région étant un temps subordonné à Byzance. Pendant plusieurs années encore, les rites des slaves orientaux sont empruntés à la fois à l'Église orthodoxe et à l'Église catholique, mais finalement le rite byzantin finit par s'imposer.

## Politique extérieure
Les prédécesseurs immédiats de Basile avaient concentré leurs forces sur la lutte contre les Arabes. La politique de Basile II est de plus grande envergure. Le basileus trouve les ressources nécessaires pour lutter sur quatre fronts différents. Son effort principal est dirigé contre les Bulgares, mais il conquiert encore des territoires aux émirs arabes, pousse la pénétration byzantine jusqu'aux peuples caucasiens et réussit à préserver les territoires en Italie. Basile II connaît parfaitement l'organisation de l'armée et a lu énormément d'ouvrages de stratégie. Pendant 39 ans (986-1025), le basileus conduit son armée sur tous les champs de bataille. Il trouve les points faibles de l'adversaire, toutes ses offensives sont raisonnées et il n'hésite pas à lancer des campagnes en hiver.

### Soumission des Bulgares (980-1018)

#### Renaissance de la Bulgarie (980-989)

Carte de l'Empire bulgare et de l'Empire byzantin vers l'an 1000.

Les prédécesseurs de Basile II n'avaient pu soumettre que la partie orientale de la Bulgarie. Le tsar de Bulgarie Samuel s'était réfugié en Macédoine-Occidentale. Les Bulgares constituant une menace directe pour l'Empire, Basile y concentre le plus de troupes. De 976 à 989, les troubles du début de règne de Basile II profitent aux Bulgares qui reconstituent leur État. En 980, Samuel décide d'attaquer la Grèce, prend Larissa en 986 et s'avance jusqu'à Corinthe. Basile, impatient d'en découdre, chasse Samuel de Grèce mais est battu par les Bulgares le 17 août 986 devant Sofia dans la bataille des Portes de Trajan. À la suite de cet échec, la révolte des deux Bardas se déclenche.

#### Expansion de la Bulgarie (989-1001)
De 989 jusqu'à l'année 1001, deuxième partie du règne, Basile II est en paix avec la Rus' de Kiev et le califat fatimide ; les efforts du basileus se tournent vers la Bulgarie. Les Bulgares marchent sur Thessalonique, s'emparent de Véria (cité barrant l’accès occidental de Thessalonique) et gagnent la bataille de Thessalonique (995). Pendant la guerre civile, Samuel s'est déjà emparé de la Dalmatie, du port de Dyrrachium et règne sur les deux tiers de la péninsule balkanique. Basile organise la défense de Thessalonique et, après une lutte de 4 ans, reprend Véria. Appelé sur le front oriental, Basile confie au général Nicéphore Ouranos les forces luttant contre les Bulgares. Apprenant le départ de Basile, Samuel avance vers Thessalonique, mais, devant la grande ville, renonce à l'assiéger et se dirige vers Corinthe, puis bat en retraite vers le Sperchios, où il se fait battre par Nicéphore Ouranos. Les Bulgares, subissant une grave défaite, doivent s'enfuir vers les monts de Thessalie. Basile ne peut exploiter cette victoire et ordonne à Nicéphore de ravager la Bulgarie. Malgré cela, Samuel envahit la Dioclée (actuel Monténégro).

#### Coup d’arrêt à l’expansion bulgare (1001-1005)
Basile II, en 1001-1002, mène campagne dans la plaine de Sofia. Le basileus récupère la Bulgarie danubienne et s'y maintient. Ensuite, il reconstruit les places-fortes de Thessalie. Peu après il s'empare d'Édessa, puis en 1004 conquiert Vidin après huit mois de siège. Samuel tente une diversion en s'emparant d'Andrinople, dont il massacre les habitants, mais le tsar, apprenant l'arrivée de Basile, bat en retraite. Finalement, les deux armées se rencontrent sur le Vardar devant Skopje. Les Bulgares sont défaits et doivent abandonner le butin d'Andrinople. Pour parachever sa victoire, Basile II conquiert Skopje. En quatre ans, Samuel a perdu la moitié de son empire. Les Byzantins, pour compléter leur succès, récupèrent Dyrrachium, vendue par son gouverneur Achot Taronitès, gendre de Samuel.

#### Expansion byzantine (1005-1014)

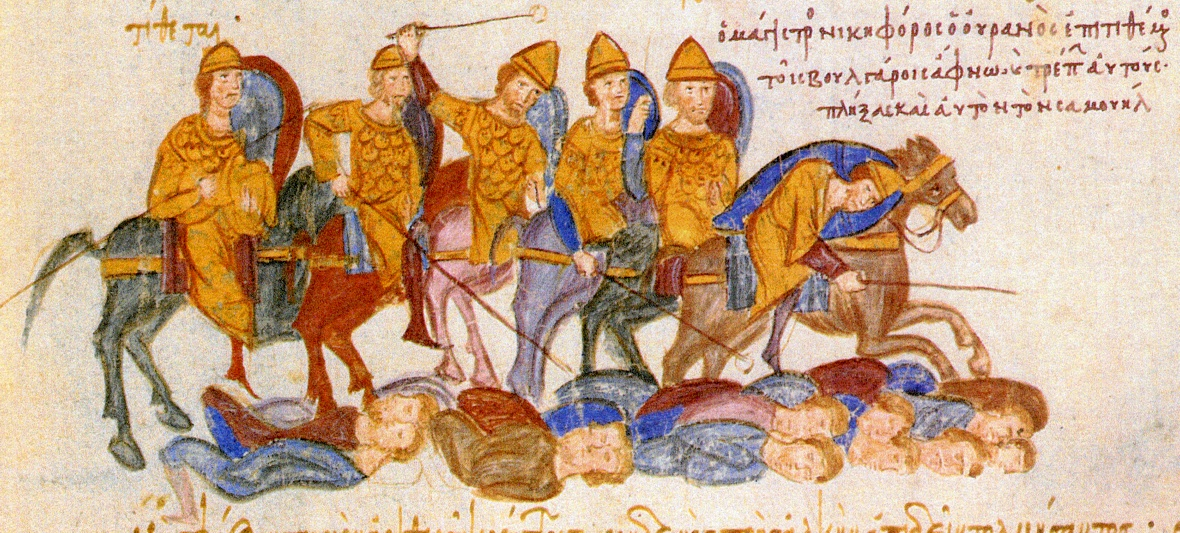
La défaite des Bulgares à Kleidion.

Entre 1005 et 1014, on possède peu de renseignements sur les opérations de Basile II ; on sait surtout qu'il se rapproche peu à peu du centre de l'Empire bulgare. Selon Stephenson, une trêve de dix ans est signée jusqu'à la reprise des hostilités en 1014. Il ne reste plus à Samuel que la région des grands lacs, les montagnes de l'Albanie ainsi que la région du Strymon. C'est dans cette région que se livre une bataille cruciale pour l'avenir de la Bulgarie. Le 29 juillet 1014, Basile emprunte la passe de Kimbalongos, barrée par l'armée bulgare. Finalement Basile contourne cette dernière et enlève la victoire lors de la bataille de la Passe de Kleidion. Selon une légende à l'origine du surnom de Bulgaroctone donné à Basile II, le basileus fait crever les yeux des soldats survivants et renvoie les 14 000 à 15 000 Bulgares aveugles au tsar conduits par un borgne épargné pour cent aveugles. Devant l'arrivée de cette troupe, Samuel meurt d'apoplexie. Cependant, les historiens modernes doutent fortement de la véracité de cette histoire ainsi que du nombre de prisonniers faits. En effet, la mise hors de combat de près de 15 000 hommes (sans compter les morts lors de la bataille) aurait drastiquement réduit le potentiel militaire de la Bulgarie qui continue pourtant de résister durant quatre ans.

#### Ultimes combats (1014-1018)
Le fils de Samuel, Gabriel Radomir, succède à son père à la tête des Bulgares. Basile II, exploitant sa victoire, occupe Melnik (fin 1014) et envahit la Macédoine-Occidentale, les Bulgares ne possédant alors plus que les hautes terres de Pélagonie. Basile prend en 1016 la forteresse de Mogléna dans le sud-est de la Macédoine. Pendant cette année éclate une guerre civile chez les Bulgares et Gabriel Radomir est tué par son cousin Ivan Vladislav. Ce dernier tente de faire la paix avec le basileus mais Basile refuse. Basile II continue la conquête de la Bulgarie en prenant Ohrid (la capitale de Samuel). Les Bulgares tentent alors de s'allier avec les Petchénègues. Lorsqu'il apprend cela, Basile abandonne le siège de Kastoria et remonte vers le nord. Puis, apprenant l'échec de cette alliance, il revient en Pélagonie où Ivan Vladislav tente de l'arrêter ; ce dernier est finalement battu (fin 1017). Dans une tentative désespérée, le dernier tsar bulgare lève une armée et tente de reprendre Dyrrachium mais il est tué dans le combat. L'expédition de Basile en 1018 est une promenade de santé et son retour à Constantinople est un triomphe. La victoire des Byzantins sur les Bulgares est sûrement due à la supériorité de l'organisation de leur armée, ainsi qu'à l'habileté stratégique de Basile II qui a su diviser l'ennemi. Il acquiert la victoire aussi grâce à la grande mobilité de ses troupes ; Basile est aussi toujours prêt à abandonner un champ de bataille pour réparer une erreur commise sur un autre. Enfin, la donation de titres et de dignités aux derniers grands nobles bulgares lui permit d'assurer la conquête définitive des vestiges de l'Empire bulgare.
La conquête de la Bulgarie permet à l'Empire byzantin de repousser sa frontière sur le Danube et élimine un empire qui depuis sa création a toujours été un grand danger, menaçant à plusieurs reprises Constantinople et nécessitant la présence de nombreuses troupes qui ont manqué de nombreuses fois aux expéditions des empereurs byzantins contre les Arabes. Cependant, cela ne fait pas disparaître tout danger pour l'Empire byzantin sur le front danubien, du fait du danger ruthène qui se fait de plus en plus pressant et de l'apparition agressive des Petchénègues.
À la suite de la conquête de la Bulgarie, Basile II fait preuve d'une très grande intelligence dans l'organisation de cette nouvelle province. Elle est divisée en deux duchés (la Bulgarie à l'ouest et le Paristrion à l'est). Il est aussi très tolérant dans l'organisation ecclésiastique de l'Église bulgare dont le patriarcat, ramené au rang d'archevêché n'est soumis qu'à la volonté de l'empereur et reste indépendant du patriarche de Constantinople. Ceci a permis d'éviter toute tentative de révolte des Bulgares. En outre, les grands dirigeants militaires reçoivent différents postes à l'image d'Aâron nommé duc du Vaspourakan puis duc de Mésopotamie. Des alliances matrimoniales entre noblesses bulgares et byzantins ont également lieu, notamment entre Isaac Comnène et Catherine de Bulgarie.
Enfin, il ne faut pas négliger l'importance de cette extension de l'Empire sur la politique intérieure byzantine. En repoussant les frontières de Byzance sur le Danube, Basile II réduit considérablement l'influence des grandes familles aristocratiques d'Asie mineure qui perdent la prééminence qu'elles possédaient depuis plusieurs siècles. En cela, la politique extérieure de Basile II concorde avec sa politique intérieure où il combat le poids trop important de la noblesse.

### Guerre contre les Arabes (979-999)
Sans se désintéresser du front arabe, Basile II s'occupa plutôt du sort des Bulgares. Néanmoins, stratège avisé, le basileus continue la politique d'expansion et conquiert quelques territoires arabes.

#### Premier répit (979-995)
De 976 à 989, l'émir d'Alep Saïd se tient à l'écart des guerres civiles bien qu'il tente de s'affranchir du tribut que son prédécesseur Bagkour s'était engagé à payer à l'Empire byzantin. Il avait fallu trois expéditions de Bardas Phocas le Jeune (en 981, 983 et 986) pour le faire rentrer dans le rang. Après la dernière expédition, Basile II entre en conflit avec le califat fatimide, Saïd s'étant mis sous la protection de ce dernier. Mais, en pleine guerre civile, il signe un traité avec le calife dans lequel il s'engage à ne pas attaquer l'émir d’Alep et que son nom soit prononcé dans les prières de la mosquée de Constantinople présente depuis le VIIIe siècle. Basile II doit aussi lutter contre les Arabes en Sicile.

#### Lutte contre le califat fatimide (995-999)
En 992, le nouveau calife fatimide Abu Mansur Nizar al-Aziz Billah, profitant de la mort de l'émir hamdanide Saad al-Dawla (991) qui laisse un fils en bas âge, assiège Alep. Le régent de l'émir hamdanide Loukoul el Kébir fait alors appel à Basile II pour l'aider face aux Fatimides qui ont vaincu le duc d'Antioche Michel Bourtzès à la bataille des gués de l'Oronte (15 septembre 994). Alors qu'il lutte contre les Bulgares, Basile décide en 995 de transférer ses troupes à Alep. Ordonnant à ses soldats de monter chacun une mule rapide, il réussit l'exploit de traverser l'Asie mineure en 16 jours et en plein hiver. Devant l'arrivée subite des Byzantins qui ont rejoint les forces du duc d'Antioche, les Arabes prennent peur et se replient à Damas. Après la prise de quelques places syriennes, Basile II est de retour à Constantinople en 995.
En 999, Basile II doit de nouveau abandonner le théâtre bulgare. En effet, le calife fatimide Al-Hakim bi-Amr Allah, successeur d'al-Aziz Billah, inflige une déroute au duc d'Antioche Damien Dalassène qui est tué en combattant (19 juillet 998). Le basileus a comme but de dégager Antioche, ensuite de soumettre les émirs et de s'assurer l'obéissance de ceux qui étaient les vassaux de l'Empire. Basile est à Antioche le 20 septembre, il s’empare de Césarée et de Homs (en octobre), mais échoue devant Tripoli (6-17 décembre). À la suite de cette campagne, il passe l'hiver à Tarse[réf. incomplète]. L'empereur ne peut continuer la lutte car il doit assurer les positions byzantines du Caucase. Il signe donc un traité de paix de dix ans avec Al-Hakim. La paix entre Byzance et les Arabes permet à Basile II de concentrer toutes ses forces dans la campagne de Bulgarie.

### Guerres dans le Caucase (1000-1023)

#### Campagne de Géorgie (1000)

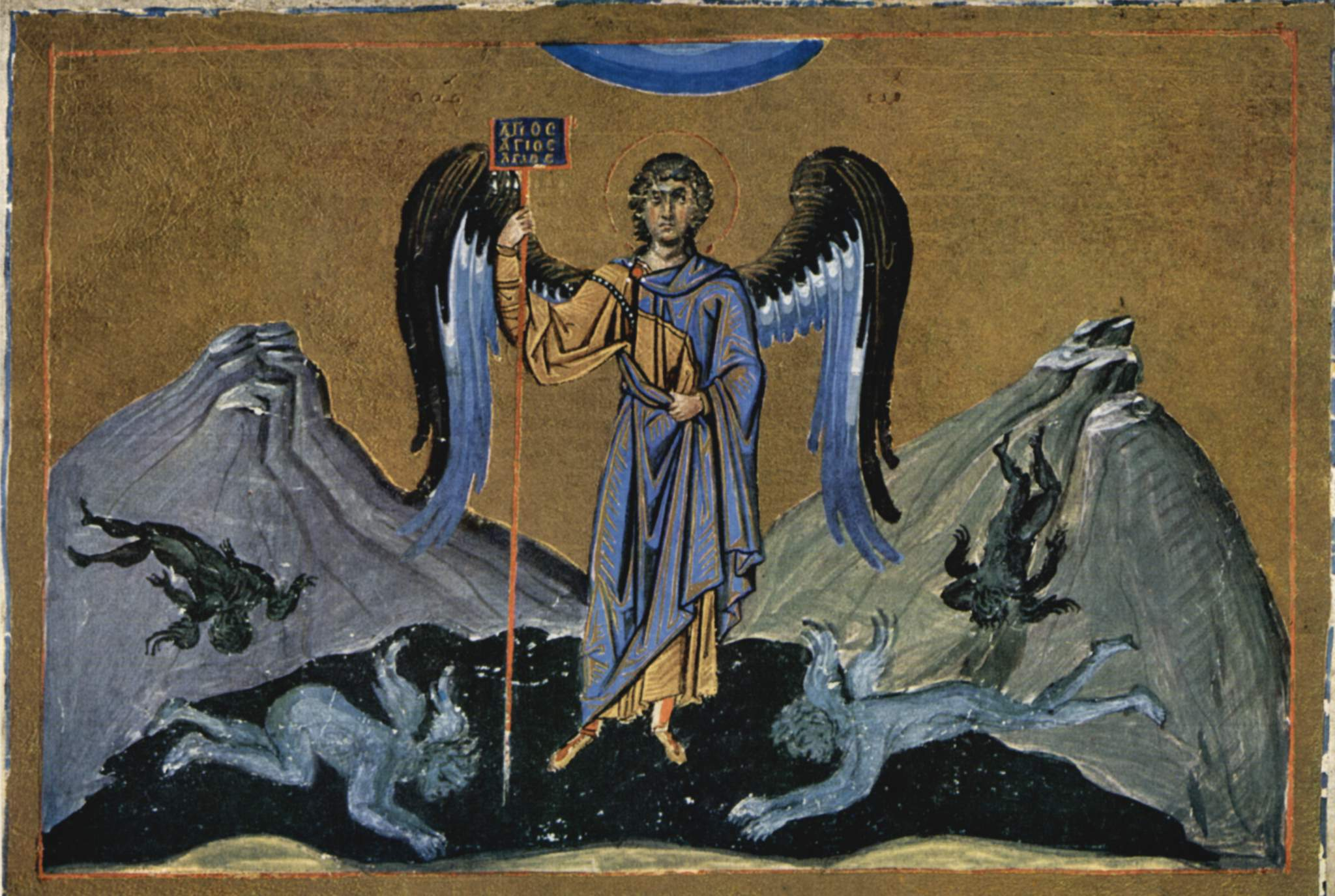
Basile II représenté en ange et terrassant les démons. Enluminure du Ménologe de Basile II, Bibliothèque apostolique vaticane.

En 1000, à la suite de sa campagne de Syrie, Basile II s'apprête, après avoir passé l'hiver à Tarse, à repartir en campagne contre les émirs arabes lorsqu'il apprend l'assassinat de David III d'Ibérie, le roi de Haute-Géorgie. Ce dernier, qui avait apporté son aide à Bardas Phocas le Jeune qui s'était révolté, s'était engagé pour éviter de perdre son royaume à le céder à sa mort à l'Empire. Basile marche donc vers le royaume de Haute-Géorgie pour récupérer son dû. Le basileus arrive à Mélitène, où il est accueilli en grande pompe par les chefs arméniens. Continuant sa route, il passe à proximité des sources du Tigre et franchit l'Euphrate. Finalement il arrive à Havatchich sur l'Araxe où il est accueilli par les princes géorgiens auxquels il distribue des titres et des terres. Après avoir annexé toutes les terres de David et reçu le serment de fidélité de ses vassaux, il revient à Constantinople après une campagne militaire facile. Ces nouvelles conquêtes font grandir le prestige de l'Empire chez les peuples caucasiens.

#### Campagne de Transcaucasie (1018-1022)
Très peu de temps après la destruction de l'État bulgare, Basile II part en campagne en Transcaucasie, car Georges Ier, roi de Géorgie, a pris en sa possession les territoires de son père Bagrat III de Géorgie, mort en 1014, qui avait cédé ses terres ainsi que de la région de Basian (entre la haute vallée de l'Araxe et le bras oriental de l'Euphrate) à l'Empire byzantin en échange du titre de curopalate. Craignant la migration des Seldjoukides, Basile attache beaucoup d'importance à ces terres et veut montrer à ses vassaux que, malgré leur éloignement, il viendrait toujours ramener l'ordre. Sans dévoiler le but de son expédition, le basileus rassemble son armée à Philomélion dans le thème des Anatoliques. L'empereur se dirige vers Karin (Erzurum) au printemps de l'année 1021. Devant le refus de Georges Ier de Géorgie de se soumettre, il rejoint la plaine de Basian en traversant la chaîne séparant l'Araxe de l'Euphrate. Il rencontre l'armée de Georges Ier, qu'il vainc à la difficile bataille de Shirimni le 11 septembre 1021 et qui se replie vers l'Abkhazie, poursuivie par les Byzantins. Après avoir brûlé les villes de Géorgie, Basile pénètre dans la région de Tiflis où aucun empereur n'avait pénétré depuis Héraclius.
Basile II passe l'hiver à Trébizonde, où le roi d'Arménie, Hovhannès-Smbat III d'Arménie, ancien allié de Georges, lui fait sa soumission et lui promet de transférer son royaume à l'Empire à sa mort. Le basileus traite aussi avec le roi Sénéqérim-Hovhannès de Vaspourakan (sud du lac de Van) qui, ne pouvant pas se défendre contre les Seldjoukides, donne son royaume à Basile en échange du poste de stratège du thème de Sébastée qui lui est donné en apanage. Georges Ier de Géorgie, apprenant que Basile II se prépare à attaquer l'Abkhazie, se soumet à l'empereur byzantin et lui cède les territoires en litige.

#### Révolte de Nicéphore Xiphias (1022-1023)
Basile II se prépare à quitter le Caucase lorsqu'il apprend que Nicéphore Xiphias, stratège des Anatoliques, un des meilleurs généraux de la campagne de Bulgarie, se révolte de concert avec Nicéphore Phocas Barytrachelos « au col tors », fils de Bardas Phocas. Basile envoie le stratège des Arméniaques contre les rebelles alors que lui se dirige contre Georges, instigateur de cette révolte. Exaspéré par le comportement du chef caucasien qui a refusé de renouveler sa soumission, il marche dans la plaine de Basian et lui inflige une déroute complète (11 septembre 1022). Georges s'enfuit en abandonnant son camp. Suivi de près par l'armée impériale, il implore la paix ; Basile II la lui accorde dans les mêmes termes que le traité précédent mais le chef caucasien doit en plus livrer de nombreux otages dont son fils unique à Basile. Le basileus continue sa marche et fait une démonstration de forces aux limites des terres chrétiennes aux alentours du lac d'Ourmia. Finalement, Basile bat en retraite et rentre à Constantinople au début de l’année 1023. Il a achevé la conquête de l'Arménie et de la Géorgie.

### Campagne contre les Khazars (1016)

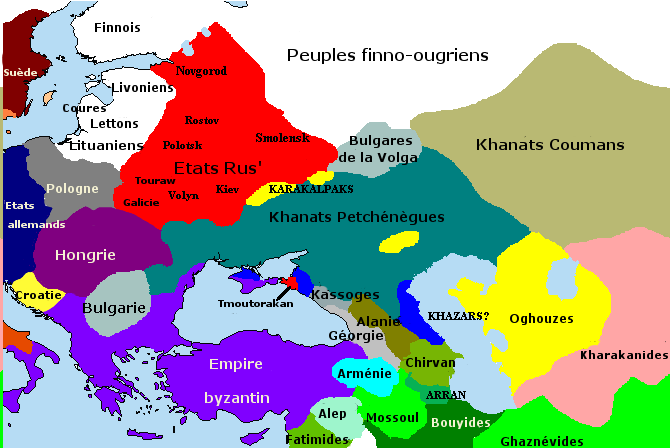
La steppe pontique en 1015. L'aire en bleu représente le territoire des Khazars.

Bien que la puissance du khaganat khazar ait été mise à mal par les princes de Kiev au cours des années 960, les Byzantins n'ont pas pu exploiter cette baisse de pouvoir des Khazars et reconstituer leur domination sur l'ensemble de la Crimée et d'autres secteurs autour de la mer Noire. En 1016, l'armée byzantine, avec celle de Mstislav de Tchernigov, attaque la Crimée. Georges Cédrène rapporte que le chef khazar Georges Tzoul, battu à Kertch, est capturé et son royaume détruit. Les Byzantins rétablissent ensuite leur domination sur la Crimée méridionale.

### Affirmation de Venise
Pendant son règne, Basile II entreprend de s'allier avec Venise et, par ce geste, il contribue en grande partie à la naissance en tant que grande puissance maritime de Venise. Il est significatif que Basile ne sépare pas la question de l'Italie de celle de l'Adriatique, dont les rives sont occupées par Venise encore en partie vassale de l'Empire, par la Croatie, par le thème de Dyrrachium et par celui d'Italie. Tous ces territoires sont menacés par les mêmes ennemis : les Bulgares, les pirates slaves et les Sarrasins[réf. incomplète]. Basile, qui se consacre à la guerre en Bulgarie, décide donc de s'allier avec Venise dont il se considère le suzerain. En 992, il accorde des droits commerciaux à la jeune puissance maritime et abaisse le droit de passage de ses navires à la douane d'Abydos à deux sous d'or. En échange les Vénitiens doivent mettre leurs navires à la disposition du basileus si ce dernier veut débarquer des troupes en Italie. En 998, Basile autorise le doge Pietro II Orseolo à défendre les villes du thème de Dalmatie contre les attaques des pirates slaves. Ce dernier s'acquitte très bien de cette tâche ; en effet l'expédition d'Orseolo en 1001 est un triomphe pour Venise. Cet événement marque le début des prétentions vénitiennes sur les villes dalmates. Enfin en 1004, les Vénitiens envoient une flotte au secours de la capitale du thème byzantin d'Italie, Bari, assiégée par les Arabes et qui s'apprêtait à succomber. En remerciement de cet acte, Basile autorise le fils du doge à venir à Constantinople pour se marier avec une patricienne ; une nouvelle puissance maritime est alors née dans l'Adriatique.

### Guerres en Italie

#### Invasion germanique (981-983)
Pendant la guerre civile, l'Italie est abandonnée à son sort, mal défendue et protégée seulement par des milices locales. Alors que les Sarrasins de Sicile continuent leurs raids en Italie, Otton II, l'empereur germanique, malgré son mariage avec la nièce de Jean Ier Tzimiskès, Théophano Skleraina, veut continuer le projet de son père et envahir les possessions byzantines. Le gouvernement byzantin tente sans succès de dissuader l'empereur germanique qui commence ses incursions à partir de l’été 981. Il est dans l'Italie centrale lorsqu'un de ses meilleurs alliés, Pandolf Tête de Fer, prince de Salerne et de Bénévent, meurt. Malgré cette perte, Otton II envahit en 982 l'Apulie byzantine qu'il parcourt pendant 5 mois en prenant la plupart des villes. Cependant, alors qu'il arrive en Calabre, Otton II se heurte aux Sarrasins de Sicile qui lui infligent une lourde défaite près de Stilo (le 13 juillet 982). L'empereur ne doit son salut qu'en poussant son cheval dans les flots où il est recueilli par un navire byzantin. Reformant son armée à Rossano, Otton se replie et meurt à Rome au mois de décembre 983. Finalement, la victoire des Byzantins leur permet de rétablir leur domination sur l'Apulie avec la prise d'Ascoli Satriano par Kalokyros Delphinas en 982.

#### Incursions arabes (991-1002)

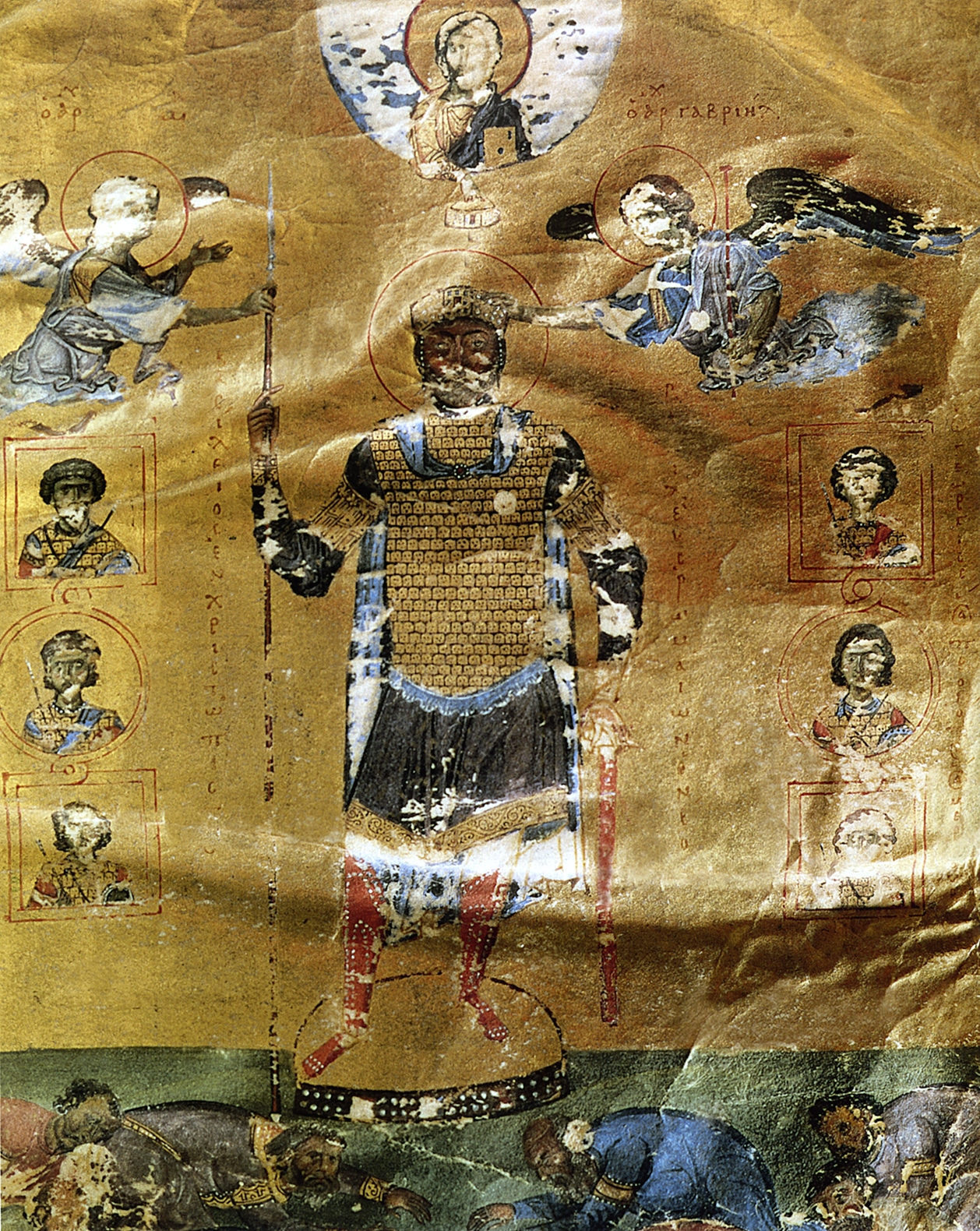
L'empereur Basile II, psautier de Basile II, f.IIIr.

À la fin du Xe siècle, il ne se passe que peu d'événements importants en Italie et les possessions byzantines ne sont guère menacées. Cependant, des incursions des Arabes de Sicile (siège de Tarente en 991, prise de Matera en Calabre en 994) et des révoltes lombardes (Smaragdus qui s'allie avec les Sarrasins et tient la campagne de 997 à l'an 1000) obligent les Byzantins à rester sur leurs gardes, les milices locales ne sont pas assez fortes pour tenir tête aux envahisseurs. La conséquence directe de ce manque de défense est la vie misérable qu'ont les habitants de l'Apulie. Heureusement pour les Byzantins, il n'y a plus d'incursions germaniques notamment parce que Théophano meurt en 991. Otton III, empereur germanique, envoie donc une ambassade en 996 dirigée par Jean Philathagos et Bernward de Hildesheim pour réclamer la main d'une nouvelle porphyrogénète à Basile II. Cependant, il faut attendre 1001 et une nouvelle ambassade menée par Arnolfo II, l'archevêque de Milan, pour que les négociations aboutissent. Mais lorsque la porphyrogénète arrive en Italie à Bari (1002), elle apprend qu'Otton III est mort à l’âge de 22 ans.

#### Révolte lombarde
Pendant que les Arabes continuaient leurs incursions sur le territoire byzantin, un grand danger pour l'Italie byzantine se profile. En effet, le 9 mai 1009 éclate une insurrection à Bari dirigée par deux aristocrates lombards : Mélès et son beau-frère Datto. Ces derniers chassent la garnison byzantine de la ville sans chef depuis la mort du catépan[réf. incomplète]. Les forces byzantines en Italie, trop faibles, ne pouvant pas protéger la population des Arabes et l'insolence des fonctionnaires avec les indigènes sont les causes directes de la révolte. Avec l'aide des milices, le mouvement s'étend à toute l'Apulie. Finalement, dix mois après le début de la révolte, Basile II envoie des forces en Italie (mars 1010).
Après un siège de 61 jours, Basile Argyre reprend Bari et y rétablit l'autorité byzantine. Mélès, qui allait être capturé, s'enfuit à Bénévent et de là en Allemagne. L'empereur germanique Henri II lui confère le titre de prince d'Apulie.
Mais un autre danger se profile pour l'Empire : depuis le XIe siècle, les Normands quittent leur pays à cause d'une population trop grande pour les ressources qu'il peut offrir et d'un gouvernement qui ne leur laisse pas assez d'indépendance. Ces guerriers et marchands se trouvent partout en Europe. En effet, ils vont souvent en pèlerinage. Certains de ces Normands fréquentaient le pèlerinage de saint Michel au Monte Gargano. C'est à cet endroit que Mélès les rencontre et les exhorte à combattre les Byzantins. Cependant, il est plus probable que ce soit le prince de Salerne, Guaimar III de Salerne, qui ait fait appel aux chevaliers normands par l’intermédiaire d'émissaires. Finalement les Normands se joignent aux Lombards révoltés et Mélès vainc à plusieurs reprises le catapan Léon Tornikios durant le printemps 1017. En quelques mois, les révoltés occupent toutes les Pouilles. Basile II décide de remplacer Léon Tornikios par Basile Bojoannès, homme plus énergique. En dix mois, ce dernier réprime la révolte lombarde et, en octobre 1018, inflige un désastre à l'armée lombardo-normande à Cannes (actuelle Barletta) sur la rive droite de l'Aufide, non loin de là où Hannibal Barca battit l'armée romaine en -216. Mélès réussit à s'échapper en Allemagne où il meurt en 1020.
À la suite de cette victoire, l'autorité impériale est rétablie en Italie méridionale et Basile Bojoannès crée une marche militaire qui bloque le massif du Gargano et construit une ville nouvelle, Troia, qui protège la route de Bénévent ainsi que toute une ligne de forteresses contre laquelle vient échouer Henri II.
À la suite de sa campagne en Arménie, Basile II a comme projet de réduire le repaire des pirates arabes qu'est la Sicile. En avril 1025, une armée dirigée par le protospathaire Oreste débarque en Italie et se dirige vers Reggio de Calabre. Basile Bojoannès commence la campagne de Sicile en s'emparant de Messine, mais il ne peut continuer car Oreste a subi un échec. Basile II, qui s'apprête à embarquer pour l'Italie, meurt le 15 décembre 1025 ; ceci arrête les opérations en Sicile.

## Bilan

L'Empire byzantin tel que l'a laissé Basile II à sa mort, en 1025.

Sur le plan politique, Basile II, mort sans enfant, laisse à son frère Constantin VIII un empire plus puissant et plus étendu qu’il ne l'avait jamais été depuis Justinien. Pour la première fois depuis plusieurs siècles, l'autorité impériale est rétablie dans les Balkans grâce à l'élimination de l'État bulgare. Basile a aussi écarté le danger arabe, notamment grâce à des démonstrations de force qui lui ont permis au passage de conquérir plusieurs villes importantes comme Césarée, tout en se rapprochant de Jérusalem et du cœur du christianisme. Il réussit en outre à étendre son autorité aux lointains royaumes caucasiens, terres où aucun Byzantin n'avait pénétré depuis Héraclius. Basile a réussi grâce à une politique audacieuse, tant sur le plan diplomatique que militaire, à conserver toutes les possessions byzantines en Italie et ouvre la voie à ses successeurs pour la conquête de la Sicile arabe. Plus au nord, au-delà des zones bulgares, si Basile II n'arrive pas à soumettre les Daces, et la Dacie (actuelle Roumanie), celle-ci n'en sera pas moins vassale de l'Empire byzantin, qui contrôlera quand même le delta où finit le Danube (actuelle Dobroudja).
Sur le plan économique, Basile II fut un bon gestionnaire et il laisse à sa mort un trésor considérable. L'administration a été réformée, les petites propriétés ont été rétablies, réduisant ainsi l'oppression des pauvres et permettant à l'État d'être plus puissant. En effet, en empêchant l'acquisition de territoires et de biens au détriment des pauvres, il empêche l'aristocratie byzantine d'être trop puissante et de devenir dangereuse.
Enfin dans le domaine religieux, Basile a sensiblement augmenté l'aire d'influence de Constantinople : avec la conversion de Kiev au rite constantinopolitain, l'Empire byzantin acquiert un grand prestige spirituel dans le monde slave. Sur le plan matériel, sa richesse y suscite cependant des convoitises.
Selon Michel Choniatès, dont l'analyse est reprise par Georg Ostrogorsky, Basile II est le plus grand empereur byzantin avec Héraclius. Prolongeant l'analyse du chroniqueur byzantin, Ostrogorsky identifie ces deux règnes comme les bornes de la période glorieuse de l'Empire byzantin sous sa forme médiévale. Gustave Schlumberger est aussi particulièrement séduit par le personnage de Basile II. Enfin, Jean-Claude Cheynet indique que les contemporains de Basile le placent parmi les plus grands souverains de l'histoire byzantine aux côtés de Justinien et d'Héraclius et qu'après la perte de ses conquêtes, son règne reste un élément de nostalgie profonde au sein de la population de l'Empire. Toutefois, Cheynet rappelle aussi que la destruction des États tampons du Caucase place l'Empire byzantin au voisinage de menaces de plus en plus grandes et que les conquêtes de Basile s'avèrent difficiles à conserver étant donné l'effort financier et militaire qu'elles ont demandé.
Conclusion
Basile II se prépare à mener une grande expédition en Sicile, lorsqu'il meurt brutalement le 15 décembre 1025, âgé de 67 ans. Après un tel règne, on ne peut guère attendre qu'un déclin.

C'est effectivement ce qui va se passer. L'année 1025 marque le zénith de l'Empire byzantin. Moins étendu qu'à l'époque de Justinien, il est plus compact et donc plus homogène : 1,2 million de Km2, 20 millions d'habitants, de la Calabre à la Syrie, du Danube à l'Arménie, solidement campé à cheval sur les détroits, redouté pour sa flotte et ses armées, prospère par son commerce et sa monnaie, doté de villes actives, d'institutions solides autour de l'empereur et d'une Eglise pour une fois unie derrière son patriarche œcuménique. Entre une Europe occidentale encore à la recherche de ses bases et un Monde arabo-musulman qui se morcelle, l'Empire byzantin est sans doute la principale puissance méditerranéenne en ce début du XIe siècle.

## Famille
Basile II étant le fils de Théophano Anastaso et de Romain II, il est donc de la dynastie macédonienne ; il a pour frère et sœur :
- Constantin VIII, né en 961, mort en 1028 (co-empereur avec Basile II puis empereur seul de 1025 à 1028) ;
- Anna Porphyrogénète, qui est donnée en mariage au prince de Kiev Vladimir Ier.

En véritable ascète, Basile II ne se maria pas et n'eut donc aucun enfant. Dans les faits, c'était un empereur constamment au combat, et en campagne militaire jusqu'au bout de son existence. C'était un empereur qui vivait avec ses soldats, et qui était obsédé par l'idée d'être un jour victime d'un complot et assassiné avec sa famille.